# José Antonio Alonso
Pour les articles homonymes, voir Alonso.
José Antonio Alonso Suárez (28 mars 1960 à León – 2 février 2017 à Madrid) est un homme d'État espagnol membre du Parti socialiste ouvrier espagnol (PSOE).
Il était ministre de l'Intérieur entre 2004 et 2006, ministre de la Défense de 2006 à 2008 et porte-parole du groupe PSOE au Congrès des députés entre 2008 et 2012.

## Biographie

### Formation
Originaire de la ville de León, José Antonio Alonso est un ami d'enfance de José Luis Rodríguez Zapatero, avec qui il accomplit son cursus scolaire et universitaire. Après avoir obtenu sa licence de droit à l'université de León, il devient juge en 1985.

### Magistrat
Il est d'abord affecté en Cantabrie, à Torrelavega et Santoña, passant ensuite en Navarre, dans la capitale Pampelune. En 1988, il accède au grade de magistrat et se voit muté à Las Palmas de Gran Canaria. Il devient juge pénal à Madrid en 1989, puis obtient un poste à la cour nationale.
Il est nommé en 1994 porte-parole des Juges pour la démocratie (JpD), une association professionnelle de magistrats classée parmi les progressistes. Il abandonne ce poste en 1998 et est élu, trois ans plus tard, au Conseil général du pouvoir judiciaire (CGPJ).

### Ministre de Zapatero
Pour les élections législatives du 14 mars 2004, Zapatero se présente en tête de liste à Madrid. Il choisit alors Alonso pour lui succéder comme tête de liste dans la province de León, même s'il n'appartient pas au PSOE. Élu au Congrès des députés, José Antonio Alonso est nommé le 17 avril suivant ministre de l'Intérieur du premier gouvernement de José Luis Rodríguez Zapatero.
Lors du remaniement ministériel du 10 avril 2006, il devient ministre de la Défense en remplacement du baron socialiste José Bono. À ce poste, il organise l'envoi de soldats espagnols au Liban dans le cadre du renforcement de la Finul, et accroît la présence militaire espagnole en Afghanistan.

### Porte-parole au Congrès
Il est réélu parlementaire au cours des élections législatives du 9 mars 2008, mais à la fin du mois Zapatero le choisit pour succéder à Diego López Garrido au poste de porte-parole du groupe socialiste au Congrès. Il est de fait exclu du futur gouvernement et entre officiellement en fonction le 8 avril suivant.
Le 2 juillet, il annonce qu'il prend sa carte au Parti socialiste ouvrier espagnol (PSOE).

### Retrait de la vie politique
Il mène une fois encore la liste socialiste dans sa province natale à l'occasion des élections législatives anticipées du 20 novembre 2011, marquées par le retrait de la vie politique du président du gouvernement. Initialement reconduit dans ses fonctions de porte-parole, il est remplacé le 14 février 2012 par Soraya Rodríguez sur décision du nouveau secrétaire général du parti, Alfredo Pérez Rubalcaba.
Il décide de mettre un terme à sa carrière politique le 20 décembre suivant.

### Mort
Il meurt le 2 février 2017 à Madrid d'un cancer du poumon à l'âge de 56 ans. L'annonce de son décès est faite sur Twitter par Luis Tudanca, secrétaire général du Parti socialiste de Castille-et-León-PSOE. Immédiatement, le PSOE et le ministre de l'Intérieur Juan Ignacio Zoido présentent leurs condoléances via le même réseau social.

### Vie privée
Il est marié et père d'un enfant.